# دانیل گالیگان
دانیل گالیگان (انگلیسی: Danielle Galligan؛ زادهٔ ۱ دسامبر ۱۹۹۲) بازیگر است. از فیلم‌ها یا برنامه‌های تلویزیونی که وی در آن نقش داشته‌است می‌توان به مجموعه تلویزیونی سایه و استخوان اشاره کرد.